# Шоньга
Шоньга — река в России, протекает по территории Куземского сельского поселения Кемского района Республики Карелии.

## Физико-географическая характеристика
Река берёт начало из болота без названия и далее течёт преимущественно в северо-восточном направлении по частично заболоченной местности.

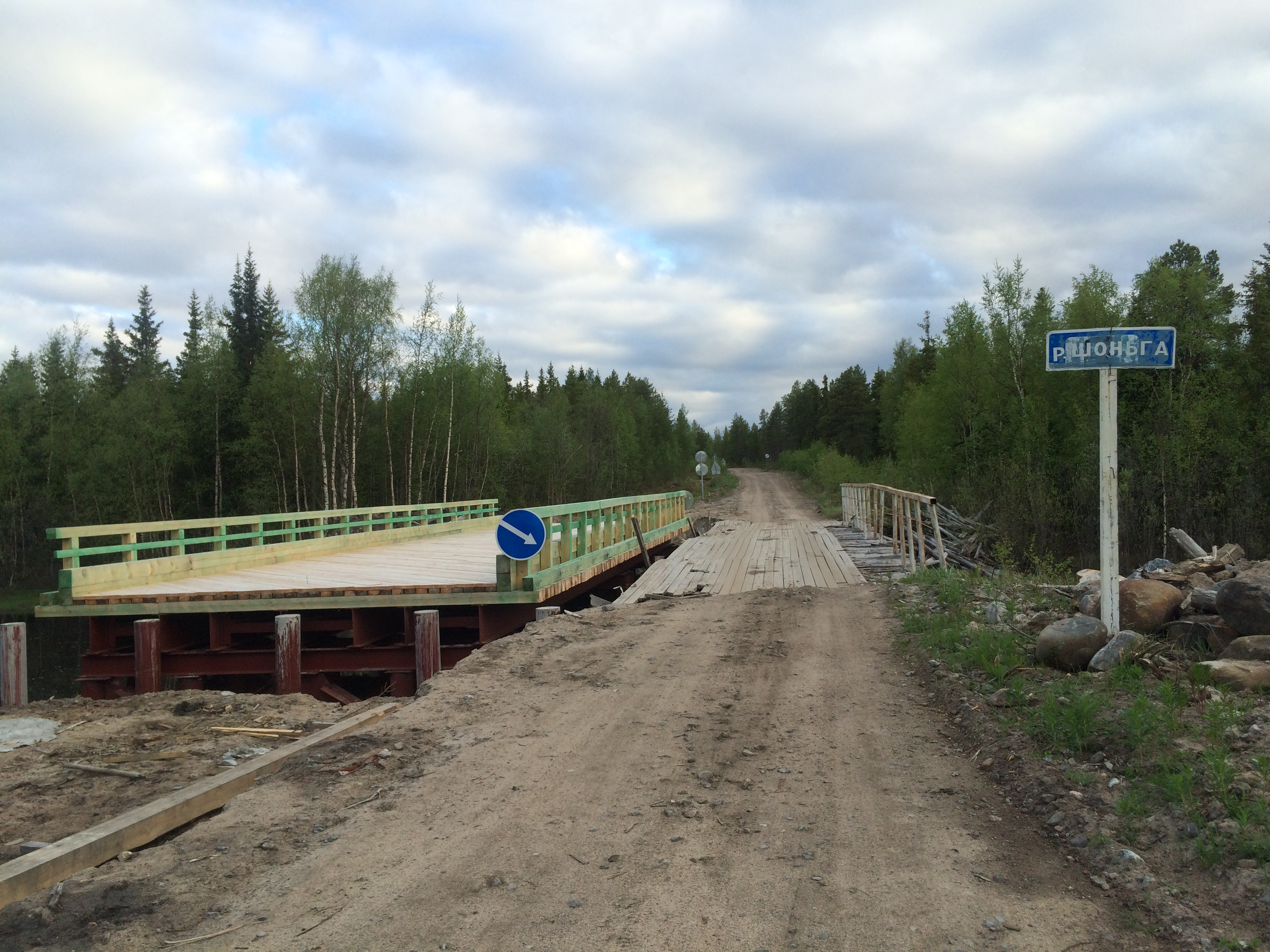
Автомобильный мост и табличка с названием

Впадает в Домашнюю губу Белого моря.
В нижнем течении Шоньга пересекает дорогу местного значения 86К-42 ("«Р-21 „Кола“ — Поньгома через Кузему»).
Населённые пункты на реке отсутствуют.